# Dekanat Schwandorf
Das Dekanat Schwandorf  ist eins der 15 Dekanate des Bistums Regensburg. Es gehört zur Region VI - Amberg-Schwandorf des Bistums.
Zum Dekanat Schwandorf gehören die folgenden Pfarreien und Seelsorgeeinheiten (Stand 2013):
- Seelsorgeeinheit Bodenwöhr mit Alten- und Neuenschwand
- Seelsorgeeinheit Burglengenfeld St. Josef mit Dietldorf
- Burglengenfeld St. Vitus
- Schwandorf Fronberg St. Andreas
- Seelsorgeeinheit Premberg St. Martin mit Katzdorf St. Michael
- Seelsorgeeinheit Schwandorf Klardorf und Schwandorf Wiefelsdorf
- Leonberg
- Seelsorgeeinheit Maxhütte und Haidhof mit Rappenbügel
- Seelsorgeeinheit Neukirchen mit Expositur Kirchenbuch und Dachelhofen und Ettmannsdorf St. Konrad
- Seelsorgeeinheit Nittenau mit Fischbach St. Jakob
- Pirkensee
- Schwandorf Herz-Jesu
- Schwandorf St. Jakob mit Expositur Haselbach, Sitz des Dekans
- Schwandorf St. Paul
- Schwandorf Zu Unserer Lieben Frau vom Kreuzberg
- Steinberg
- Teublitz
- Wackersdorf